# Велика Јежевица
Велика Јежевица је насеље у Србији у општини Пожега у Златиборском округу. Према попису из 2022. било је 269 становника.

## Демографија
У насељу Велика Јежевица живи 398 пунолетних становника, а просечна старост становништва износи 47,9 година (47,6 код мушкараца и 48,2 код жена). У насељу има 159 домаћинстава, а просечан број чланова по домаћинству је 3,03.
Ово насеље је великим делом насељено Србима (према попису из 2002. године), а у последња три пописа, примећен је пад у броју становника.
|  |

| Демографија | Демографија | Демографија |
| Година      | Становника  | Становника  |
| ----------- | ----------- | ----------- |
| 1948.       | 848         |             |
| 1953.       | 896         |             |
| 1961.       | 805         |             |
| 1971.       | 717         |             |
| 1981.       | 630         |             |
| 1991.       | 539         | 539         |
| 2002.       | 481         | 490         |

| Етнички састав према попису из 2002.‍ | Етнички састав према попису из 2002.‍ | Етнички састав према попису из 2002.‍ | Етнички састав према попису из 2002.‍ | Етнички састав према попису из 2002.‍ |
| ------------------------------------ | ------------------------------------ | ------------------------------------ | ------------------------------------ | ------------------------------------ |
|                                      |                                      |                                      |                                      |                                      |
| Срби                                 | Срби                                 |                                      | 477                                  | 99,16%                               |
| Македонци                            | Македонци                            |                                      | 1                                    | 0,20%                                |
| непознато                            | непознато                            |                                      | 0                                    | 0,0%                                 |

| Година пописа     | 1948. | 1953. | 1961. | 1971. | 1981. | 1991. | 2002. |
| ----------------- | ----- | ----- | ----- | ----- | ----- | ----- | ----- |
| Број домаћинстава | 161   | 186   | 194   | 189   | 186   | 165   | 159   |

| Број чланова      | 1  | 2  | 3  | 4  | 5  | 6  | 7 | 8 | 9 | 10 и више | Просек |
| ----------------- | -- | -- | -- | -- | -- | -- | - | - | - | --------- | ------ |
| Број домаћинстава | 43 | 42 | 18 | 17 | 14 | 17 | 6 | 1 | 0 | 1         | 3,03   |

| Пол    | Укупно | Неожењен/Неудата | Ожењен/Удата | Удовац/Удовица | Разведен/Разведена | Непознато |
| ------ | ------ | ---------------- | ------------ | -------------- | ------------------ | --------- |
| Мушки  | 200    | 36               | 145          | 16             | 2                  | 1         |
| Женски | 214    | 20               | 145          | 44             | 1                  | 4         |
| УКУПНО | 414    | 56               | 290          | 60             | 3                  | 5         |

| Пол    | Укупно                    | Пољопривреда, лов и шумарство | Рибарство                            | Вађење руде и камена | Прерађивачка индустрија       |
| ------ | ------------------------- | ----------------------------- | ------------------------------------ | -------------------- | ----------------------------- |
| Мушки  | 107                       | 68                            | 0                                    | 0                    | 6                             |
| Женски | 66                        | 45                            | 0                                    | 0                    | 9                             |
| УКУПНО | 173                       | 113                           | 0                                    | 0                    | 15                            |
| Пол    | Производња и снабдевање   | Грађевинарство                | Трговина                             | Хотели и ресторани   | Саобраћај, складиштење и везе |
| Мушки  | 5                         | 9                             | 5                                    | 1                    | 7                             |
| Женски | 0                         | 0                             | 5                                    | 0                    | 2                             |
| УКУПНО | 5                         | 9                             | 10                                   | 1                    | 9                             |
| Пол    | Финансијско посредовање   | Некретнине                    | Државна управа и одбрана             | Образовање           | Здравствени и социјални рад   |
| Мушки  | 0                         | 1                             | 2                                    | 0                    | 2                             |
| Женски | 0                         | 1                             | 0                                    | 2                    | 2                             |
| УКУПНО | 0                         | 2                             | 2                                    | 2                    | 4                             |
| Пол    | Остале услужне активности | Приватна домаћинства          | Екстериторијалне организације и тела | Непознато            | Непознато                     |
| Мушки  | 0                         | 0                             | 0                                    | 1                    | 1                             |
| Женски | 0                         | 0                             | 0                                    | 0                    | 0                             |
| УКУПНО | 0                         | 0                             | 0                                    | 1                    | 1                             |

## Галерија
- Земљорадничка задруга
- Зграда поште
- Апотека и амбуланта
- Основна школа „Петар Лековић“
- Хотел
- Српска православна црква рођења Пресвете Богородице
- Земљорадничка задруга Јежевица
- Споменик Светозар Лазовић Гонго - Мајстор трубе
- Хотел
- Дивчибарска улица